# Jackie Robinson Ballpark
Le Jackie Robinson Ballpark, également connu sous le nom de stade Jackie Robinson et Ball Park de City Island, est un stade de baseball historique situé dans la ville de Daytona Beach, dans l'État de Floride, aux États-Unis. Il est depuis 1993 le domicile des Cubs de Daytona, club de baseball mineur évoluant en Ligue de l'État de Floride, et de l'équipe universitaire des Wildcats de Bethune-Cookman.
Il est inscrit depuis 1998 au Registre national des lieux historiques.

## Historique

### Ouverture et premières années
Le stade est inauguré le 4 juin 1914 sous le nom de Daytona City Island Ballpark. L'enceinte sportive se résume alors à un terrain de baseball entouré d'estrades en bois au niveau du champ intérieur. Dans les années 1920, une route est construite autour du parc pour faire face à l'affluence grandissante du public se rendant au stade en voiture ; les estrades de bois derrière le marbre et face au premier but sont remplacées par une tribune couverte, avec des sièges et un emplacement réservé aux journalistes.

### 1946 et la fin de la ségrégation raciale
Le lieu a eu un rôle symboliquement important dans la fin de la ségrégation raciale dans le baseball. C'est durant les entraînements de printemps de la saison 1946 de la Ligue internationale, qui se déroulent en Floride, que les Royaux de Montréal incluent dans leur effectif le jeune afro-américain Jackie Robinson. Plusieurs villes de Floride ont à cette époque des lois interdisant aux noirs de participer à des compétitions sportives avec les blancs ; le joueur de deuxième but noir est ainsi systématiquement exclu des stades dans lequel les Royaux sont censés leurs matches amicaux d'entraînement de printemps : à Sanford, un policier menace de stopper le match si Robinson ne quitte pas le terrain sur le champ ; à Jacksonville, le stade est préventivement fermé pour empêcher les Royaux d'y pénétrer. C'est au ballpark de City Island (ancien nom du Jackie Robinson Ballpark), le 17 mars 1946 lors d'un match amical contre les Dodgers, qu'on autorise pour la première fois Jackie Robinson à jouer en Floride.